# اندرسون پترز
اندرسون پترز (انگلیسی: Anderson Peters؛ زادهٔ ۲۱ اکتبر ۱۹۹۷) پرتاب‌گر نیزه اهل گرنادا است.
وی در مسابقات کشوری و بین‌المللی در مجموع برندهٔ ۱ مدال طلا، ۱ مدال نقره شده است.